# Damián Suárez
Damián Nicolás Suárez Suárez (Montevideo, Uruguay, 27 de abril de 1988), conocido como Damián Suárez, es un futbolista uruguayo que actualmente juega en Peñarol, Es uno de los extranjeros con más partidos en la Liga Española, destaca por su sentido táctico y velocidad. Es hermano del también futbolista Mathías Suárez.

## Trayectoria
Se formó en las categorías inferiores del Defensor Sporting, club al que llegó a la edad de once años. Debutó con el primer equipo en 2006 y consiguió el título de Primera División de Uruguay en la temporada 2007-08. El 2 de junio de 2011 se anunció su fichaje por el Real Sporting de Gijón para las siguientes tres temporadas. Sin embargo, tras un año en el conjunto rojiblanco, rescindió su contrato con la entidad y fichó por el Elche C. F. En la campaña 2012-13 consiguió el ascenso a Primera División después de finalizar la competición en el primer puesto. Pasó otras dos temporadas con el equipo ilicitano en la máxima categoría hasta el vencimiento de su contrato, momento en que se incorporó al Getafe C. F.

### Botafogo
El 31 de enero de 2024 rescindió su contrato con el Getafe C. F., para fichar por el Botafogo F. R.. En su presentación, destacó la experiencia adquirida tras 13 temporadas en el fútbol europeo, además de ilusionarse con jugar la Copa Libertadores. Debutó en Brasil el 18 de febrero de 2024, en una derrota por 3-1 ante Vasco.
Debutó en Brasil el 18 de febrero de 2024, en una derrota por 4-2 ante Vasco da Gama, en la 9ª jornada del Campeonato Carioca. Ante la baja por lesión de Rafael, Suárez fue titular en la posición, dando paso en algunas ocasiones al joven Mateo Ponte, también uruguayo. Sin embargo, tras conocerse que había pedido dejar el club por problemas familiares en Brasil, acabó siendo apartado del equipo.

## Selección nacional
En 2005, disputó, con la selección de fútbol sub-17 de Uruguay, la Copa Mundial de Fútbol sub-17 celebrada en Perú. Posteriormente, en 2007, jugó el Campeonato Sudamericano de Paraguay, en el que alcanzó el tercer puesto. Además, ese mismo año participó en el Mundial sub-20, disputado en Canadá, donde llegó a los octavos de final.
Para debutar con la selección absoluta tuvo que esperar al 27 de enero de 2022. Lo hizo saliendo al terreno de juego en el tramo final del partido de clasificación para el Mundial 2022 ante Paraguay que los uruguayos ganaron por cero a uno.

## Estadísticas

### Clubes
Actualizado al último partido disputado el 23 de septiembre de 2024.
| Club                        | Div.          | Temporada     | Liga  | Liga  | Copas nacionales | Copas nacionales | Copas internacionales | Copas internacionales | Total | Total |
| Club                        | Div.          | Temporada     | Part. | Goles | Part.            | Goles            | Part.                 | Goles                 | Part. | Goles |
| --------------------------- | ------------- | ------------- | ----- | ----- | ---------------- | ---------------- | --------------------- | --------------------- | ----- | ----- |
| Defensor Sporting · Uruguay | 1.ª           | 2007-08       | 15    | 0     | 0                | 0                | 0                     | 0                     | 15    | 0     |
| Defensor Sporting · Uruguay | 1.ª           | 2008-09       | 5     | 0     | 0                | 0                | 4                     | 0                     | 9     | 0     |
| Defensor Sporting · Uruguay | 1.ª           | 2009-10       | 24    | 1     | 0                | 0                | 2                     | 0                     | 26    | 1     |
| Defensor Sporting · Uruguay | 1.ª           | 2010-11       | 24    | 1     | 0                | 0                | 6                     | 0                     | 31    | 1     |
| Defensor Sporting · Uruguay | Total club    | Total club    | 68    | 2     | 0                | 0                | 12                    | 0                     | 80    | 2     |
| Sporting de Gijón · España  | 1.ª           | 2011-12       | 19    | 0     | 1                | 0                | ―                     | ―                     | 20    | 0     |
| Sporting de Gijón · España  | Total club    | Total club    | 19    | 0     | 1                | 0                | 0                     | 0                     | 20    | 0     |
| Elche · España              | 2.ª           | 2012-13       | 33    | 1     | 0                | 0                | ―                     | ―                     | 33    | 1     |
| Elche · España              | 1.ª           | 2013-14       | 31    | 1     | 1                | 0                | ―                     | ―                     | 31    | 1     |
| Elche · España              | 1.ª           | 2014-15       | 34    | 1     | 3                | 0                | ―                     | ―                     | 37    | 1     |
| Elche · España              | Total club    | Total club    | 98    | 3     | 4                | 0                | 0                     | 0                     | 102   | 3     |
| Getafe C. F. · España       | 1.ª           | 2015-16       | 31    | 0     | 2                | 0                | ―                     | ―                     | 33    | 0     |
| Getafe C. F. · España       | 2.ª           | 2016-17       | 41    | 0     | 1                | 0                | ―                     | ―                     | 42    | 0     |
| Getafe C. F. · España       | 1.ª           | 2017-18       | 33    | 1     | 0                | 0                | ―                     | ―                     | 33    | 1     |
| Getafe C. F. · España       | 1.ª           | 2018-19       | 36    | 0     | 6                | 0                | ―                     | ―                     | 42    | 0     |
| Getafe C. F. · España       | 1.ª           | 2019-20       | 30    | 1     | 0                | 0                | 4                     | 0                     | 34    | 1     |
| Getafe C. F. · España       | 1.ª           | 2020-21       | 31    | 1     | 0                | 0                | ―                     | ―                     | 31    | 1     |
| Getafe C. F. · España       | 1.ª           | 2021-22       | 35    | 0     | 0                | 0                | ―                     | ―                     | 35    | 0     |
| Getafe C. F. · España       | 1.ª           | 2022-23       | 28    | 1     | 0                | 0                | ―                     | ―                     | 28    | 1     |
| Getafe C. F. · España       | 1.ª           | 2023-24       | 16    | 0     | 1                | 0                | —                     | —                     | 17    | 0     |
| Getafe C. F. · España       | Total club    | Total club    | 281   | 4     | 10               | 0                | 4                     | 0                     | 295   | 4     |
| Botafogo · Brasil           | 1.ª           | 2024          | 17    | 0     | 3                | 0                | 8                     | 0                     | 28    | 0     |
| Botafogo · Brasil           | Total club    | Total club    | 17    | 0     | 3                | 0                | 8                     | 0                     | 28    | 0     |
| Peñarol · Uruguay           | 1.ª           | 2024          | 1     | 0     | 0                | 0                | 0                     | 0                     | 1     | 0     |
| Peñarol · Uruguay           | Total club    | Total club    | 1     | 0     | 0                | 0                | 0                     | 0                     | 1     | 0     |
| Total carrera               | Total carrera | Total carrera | 484   | 9     | 18               | 0                | 24                    | 0                     | 526   | 9     |

## Palmarés

### Campeonatos nacionales
| Título                     | Club                   | País    | Año     |
| -------------------------- | ---------------------- | ------- | ------- |
| Campeonato Uruguayo        | Defensor Sporting Club | Uruguay | 2007-08 |
| Segunda División de España | Elche C. F.            | España  | 2012-13 |
| Campeonato Brasileño       | Botafogo F. R.         | Brasil  | 2024    |
| Torneo Clausura            | Peñarol                | Uruguay | 2024    |
| Campeonato Uruguayo        | Peñarol                | Uruguay | 2024    |
| Torneo Intermedio          | Peñarol                | Uruguay | 2025    |

### Títulos internacionales
| Título                       | Equipo   | País         | Año  |
| ---------------------------- | -------- | ------------ | ---- |
| Copa Libertadores de América | Botafogo | Buenos Aires | 2024 |